# Espace vectoriel symplectique
En algèbre, un espace vectoriel est symplectique quand on le munit d'une forme symplectique, c'est-à-dire une forme bilinéaire alternée et non dégénérée. L'étude de ces espaces vectoriels présente quelques ressemblances avec l'étude des espaces préhilbertiens réels puisqu'on y définit également la notion d'orthogonalité. Mais il y a de fortes différences, ne serait-ce que parce que tout vecteur est orthogonal à lui-même.
Les espaces vectoriels symplectiques servent de modèles pour définir les variétés symplectiques, étudiées en géométrie symplectique. Ces dernières sont le cadre naturel de la mécanique hamiltonienne.
Un espace vectoriel préhilbertien complexe est automatiquement muni d'une structure symplectique en tant qu'espace vectoriel réel. En termes de variétés, l'analogue est la notion de variété kählérienne.

## Définition
Soit {\displaystyle V} un espace vectoriel sur le corps des réels (le cas général sera présenté ci-dessous). Une forme symplectique sur {\displaystyle V} est une forme bilinéaire alternée et non dégénérée {\displaystyle \omega :V\times V\to \mathbb {R} }, i.e. :
- on a le caractère alterné {\displaystyle \omega (u,u)=0,\quad \forall u\in V}

qui est parfois remplacé par l'antisymétrie: {\displaystyle \omega (u,v)=-\omega (v,u),\quad \forall u,v\in V} (ces deux propriétés sont équivalentes) ;
- et la non-dégénérescence: {\displaystyle u\neq 0\implies \omega (u,\cdot )\neq 0}.

Un espace vectoriel symplectique {\displaystyle (V,\omega )} est un espace vectoriel {\displaystyle V} muni d'une forme symplectique {\displaystyle \omega }.
Deux vecteurs {\displaystyle u,v\in V} sont dits (symplectiquement) orthogonaux lorsque {\displaystyle \omega (u,v)=0}. Par caractère alterné de {\displaystyle \omega }, tout vecteur {\displaystyle v} de {\displaystyle V} est orthogonal à lui-même.
Proposition : Tout espace vectoriel symplectique de dimension finie est de dimension réelle paire.

## L'espace vectoriel symplectique standard
L'espace vectoriel symplectique de référence est l'espace {\displaystyle (\mathbb {R} ^{2n},\omega )} où, en base canonique {\displaystyle (e_{1},\ldots ,e_{n},f_{1},\ldots ,f_{n})}, la forme symplectique {\displaystyle \omega } vérifie les relations
{\displaystyle \omega (e_{i},f_{j})=-\omega (f_{j},e_{i})=\delta _{ij}\,}
{\displaystyle \omega (e_{i},e_{j})=\omega (f_{i},f_{j})=0\,}.
La représentation matricielle de la forme symplectique standard est alors :
{\displaystyle [\omega _{i,j}]={\begin{bmatrix}0&I_{n}\\-I_{n}&0\end{bmatrix}}}
où {\displaystyle I_{n}} désigne la matrice identité de taille {\displaystyle n\times n}.
Il y a en quelque sorte des directions couplées : chaque {\displaystyle e_{i}} est orthogonal à tous les vecteurs de base sauf {\displaystyle f_{i}}.
Une variante du procédé d'orthonormalisation de Gram-Schmidt permet de montrer que tout espace vectoriel symplectique de dimension finie possède une telle base, à laquelle on donne en général le nom de base de Darboux.

## Sous-espaces vectoriels
Soit {\displaystyle (V,\omega )} un espace vectoriel symplectique. Soit {\displaystyle W\subset V} un sous-espace vectoriel de {\displaystyle V}. Le perpendiculaire (symplectique) de {\displaystyle W} est par définition le sous-espace vectoriel
{\displaystyle W^{\omega }:=\{v\in V:\omega (v,w)=0,\forall w\in W\}}.
Le sous-espace vectoriel {\displaystyle W} est dit :
- symplectique si {\displaystyle W\cap W^{\omega }=\{0\}}
- isotrope si {\displaystyle W\subset W^{\omega }}
- coïsotrope si {\displaystyle W^{\omega }\subset W}
- lagrangien si {\displaystyle W^{\omega }=W}

Tout sous-espace vectoriel lagrangien {\displaystyle W} de {\displaystyle (V,\omega )} est :
- (maximal) isotrope
- (minimal) coïsotrope
- de dimension la moitié celle de {\displaystyle V}.

## Espace symplectique sur un corps quelconque
La définition des espaces symplectiques s'étend sans changement à tout corps de caractéristique différente de 2.
En caractéristique 2, il n'y a plus équivalence entre les caractères alterné et antisymétrique.